# Besná voda
Besná voda – potok w powiecie Turčianske Teplice w środkowej Słowacji. Ma długość 5,1 km i jest lewostronnym dopływem rzeki Turiec.
Wypływa w grupie górskiej Żar (Žiar) na porośniętych lasem północno-wschodnich stokach szczytu Misárske (790 m) i północno-zachodnich szczytu Podhoreň (750 m). Ma wiele cieków źródłowych, najwyżej położone miejsce wypływu wody znajduje się na wysokości około 580 m. Potok spływa doliną w górach Żar początkowo w kierunku wschodnim, potem północno-wschodnim. Wypływa na Kotlinę Turczańską, gdzie zmienia kierunek na bardziej północny i przepływa przez miejscowość Dubové. W niewielkiej odległości po wypłynięciu z jej obszaru zabudowanego uchodzi do Turca na wysokości około 476 m.
Dopływem Besnej vody na Kotlinie Turczańskiej jest prawobrzeżny Rovný potok.